# SpaceX CRS-6
SpaceX CRS-6 (SpX-6) – misja statku transportowego Dragon, wykonana przez prywatną firmę SpaceX na zlecenie amerykańskiej agencji kosmicznej NASA w ramach programu Commercial Resupply Services w celu zaopatrzenia Międzynarodowej Stacji Kosmicznej.

## Przebieg misji
Start misji nastąpił 14 kwietnia 2015 roku o 20:10:41 czasu UTC. Rakieta nośna Falcon 9 v1.1 wystartowała ze statkiem Dragon z platformy startowej SLC-40 z kosmodromu Cape Canaveral Air Force Station. W ciągu trzech dni na orbicie Dragon zbliżył się do ISS i 17 kwietnia 2015 o 10:55 UTC został uchwycony przez mechaniczne ramię Canadarm2. Następnie został on przyciągnięty do portu dokującego w module Harmony i o 13:29 UTC nastąpiło jego cumowanie do stacji.

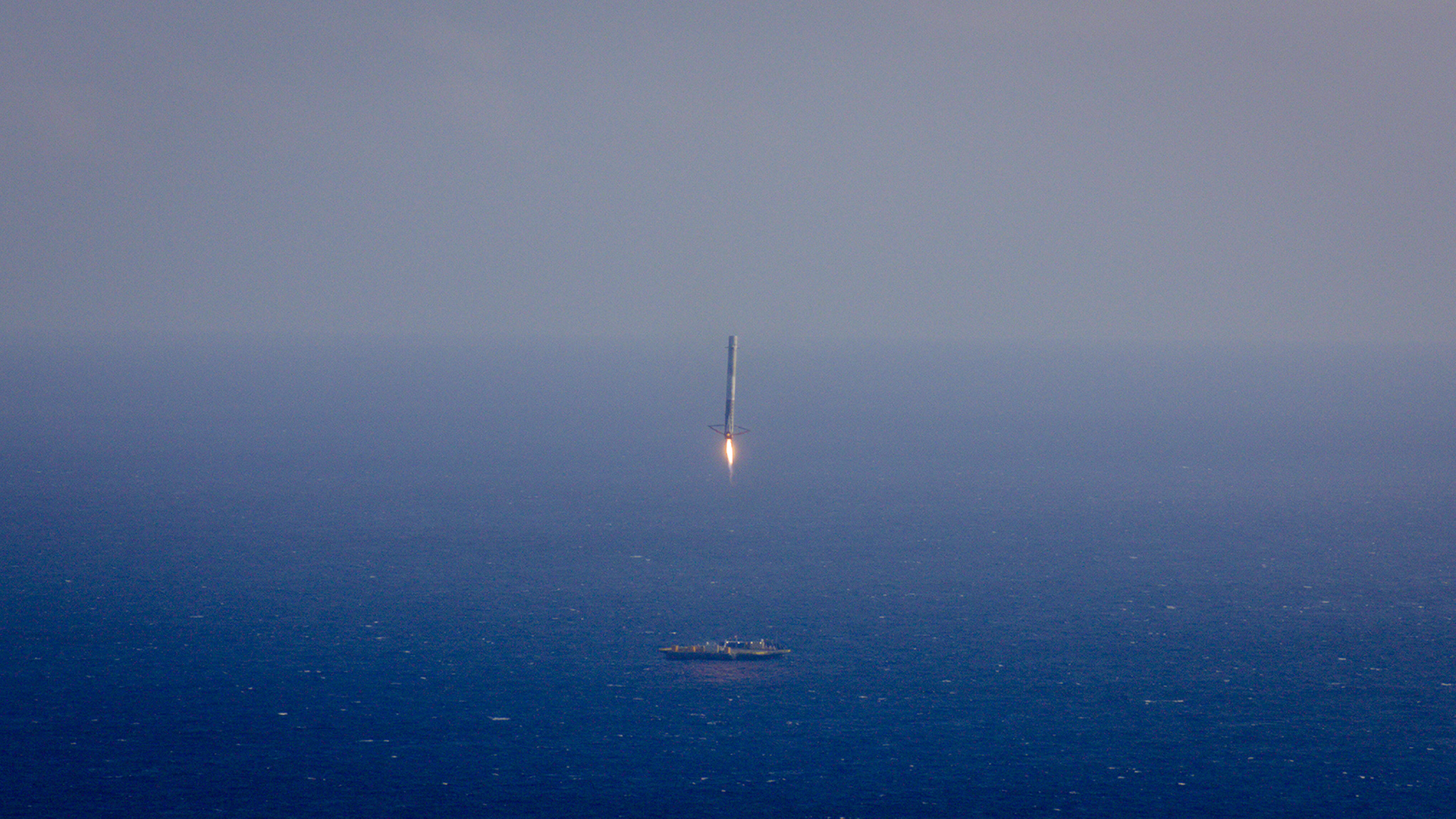
Pierwszy stopień rakiety Falcon 9 podczas lądowania na specjalnej barce

Po tym gdy pierwszy stopień rakiety Falcon 9 zakończył swoje zadanie i odłączył się od reszty, wykonano próbę jego lądowania na specjalnej barce na Atlantyku. Odłączony pierwszy stopień najpierw wykonał szereg manewrów, dzięki którym powrócił w niskie warstwy atmosfery. Dziewięć minut po starcie wylądował on na barce o nazwie Of Course I Still Love You. Jednak lądowanie pierwszego stopnia odbyło się pod zbyt dużym kątem, w wyniku czego przewrócił się on po trafieniu w barkę i eksplodował. Okazało się, że przyczyną nieudanego lądowania był źle działający zawór w jednym z silników odpowiadających za sterowanie pierwszym stopniem rakiety podczas schodzenia na barkę. W efekcie działał on z opóźnieniem, co uniemożliwiło ustawienie pierwszego stopnia w pozycji pionowej do lądowania.
Statek Dragon pozostał zadokowany do ISS przez 33 dni. Jego odcumowanie nastąpiło 21 maja 2015 roku o 09:29 UTC. Następnie Dragon został odciągnięty od stacji przez Canadarm2 i wypuszczony o 11:04 UTC. Jeszcze tego samego dnia wykonano manewr deorbitacji pozwalający na wejście wypełnionej materiałami z ISS kapsuły powrotnej w atmosferę. Lądowanie nastąpiło o 16:42 UTC na wodach Wschodniego Pacyfiku.

## Ładunek
W module ciśnieniowym Dragona znajdowało się 2015 kg zaopatrzenia dla ISS (masa netto 1898 kg), w tym:
- 844 kg materiałów do eksperymentów naukowych z NASA, JAXA i ESA,
- 518 kg urządzeń potrzebnych do sprawnego funkcjonowania stacji (m.in. wyposażenie systemów podtrzymywania życia, kontroli środowiska wewnątrz stacji i zasilania w energię elektryczną),
- 500 kg środków dla załogi (m.in. żywność i środki higieny osobistej),
- 18 kg urządzeń elektronicznych (sprzęt fotograficzny i audiowizualny oraz urządzenia do przechowywania danych),
- 18 kg wyposażenia potrzebnego do spacerów kosmicznych.

Częścią ładunku Dragona były również CubeSaty, w tym:
- Arkyd 3 – demonstrator i test nowej technologii opracowanej przez firmę Planetary Resources[6],
- 14 satelitów Flock-1e – część konstelacji do obserwacji Ziemi firmy Planet Labs[7],
- Centenial 1 – demonstrator i test technologii optycznej firmy Booz Allen Hamilton[8].

Nanosatelity zostały w późniejszym czasie wypuszczone w otwartą przestrzeń kosmiczną za pomocą specjalnego dyspensera z pokładu ISS.
Po rozładowaniu statku Dragon, został on wypełniony materiałami, które miały powrócić na Ziemię. W sumie w kapsule powrotnej znalazło się 1370 kg ładunku (netto: 1248 kg), w tym:
- 449 kg materiałów z zakończonych eksperymentów naukowych,
- 254 kg zużytych urządzeń wyposażenia stacji,
- 73 kg środków od załogi,
- 2 kg zużytych urządzeń elektronicznych,
- 20 kg wyposażenia wykorzystanego podczas spacerów kosmicznych,
- 450 kg zużytych przedmiotów i śmieci do utylizacji.

## Galeria

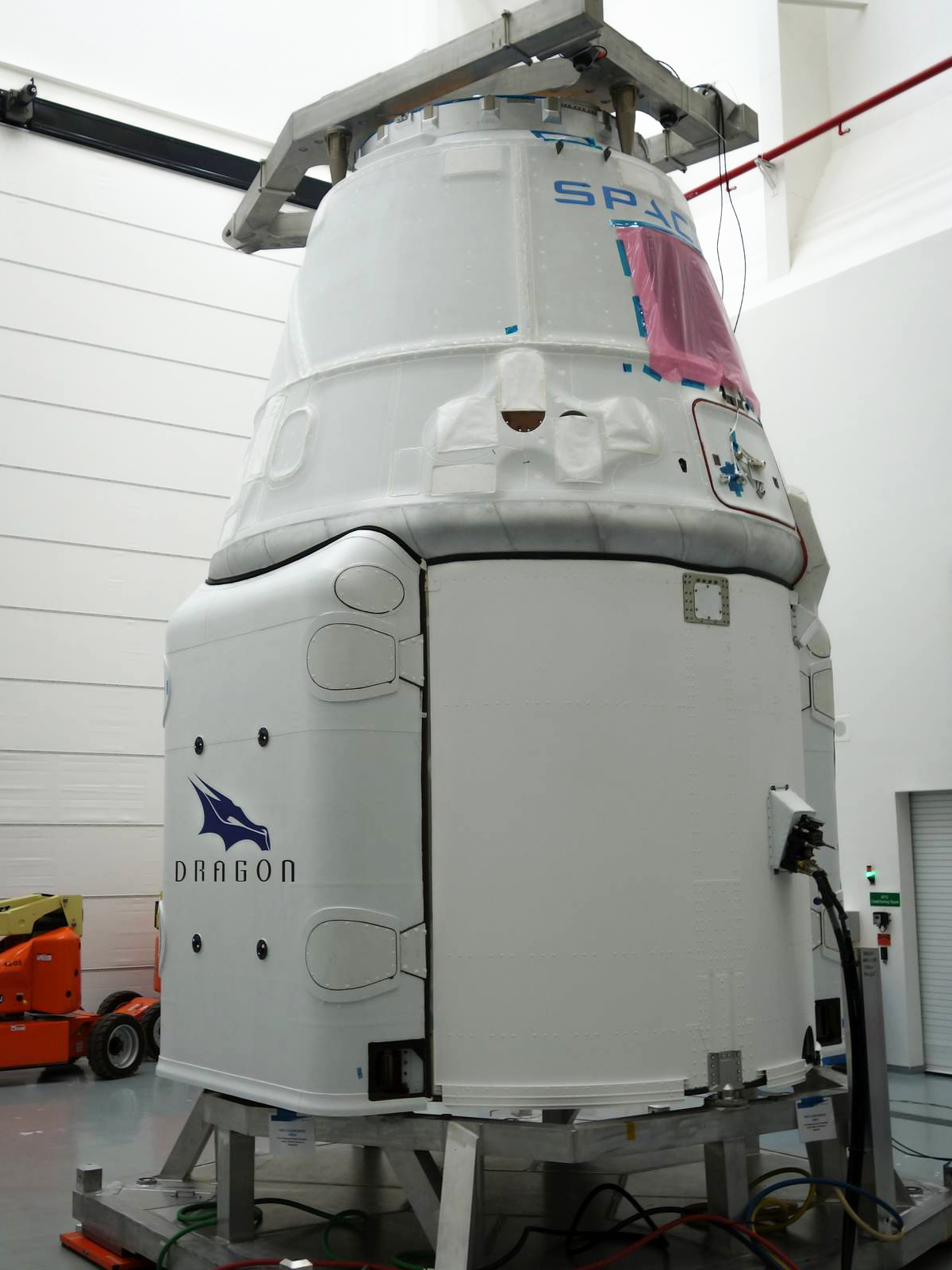
Statek Dragon przygotowywany do startu
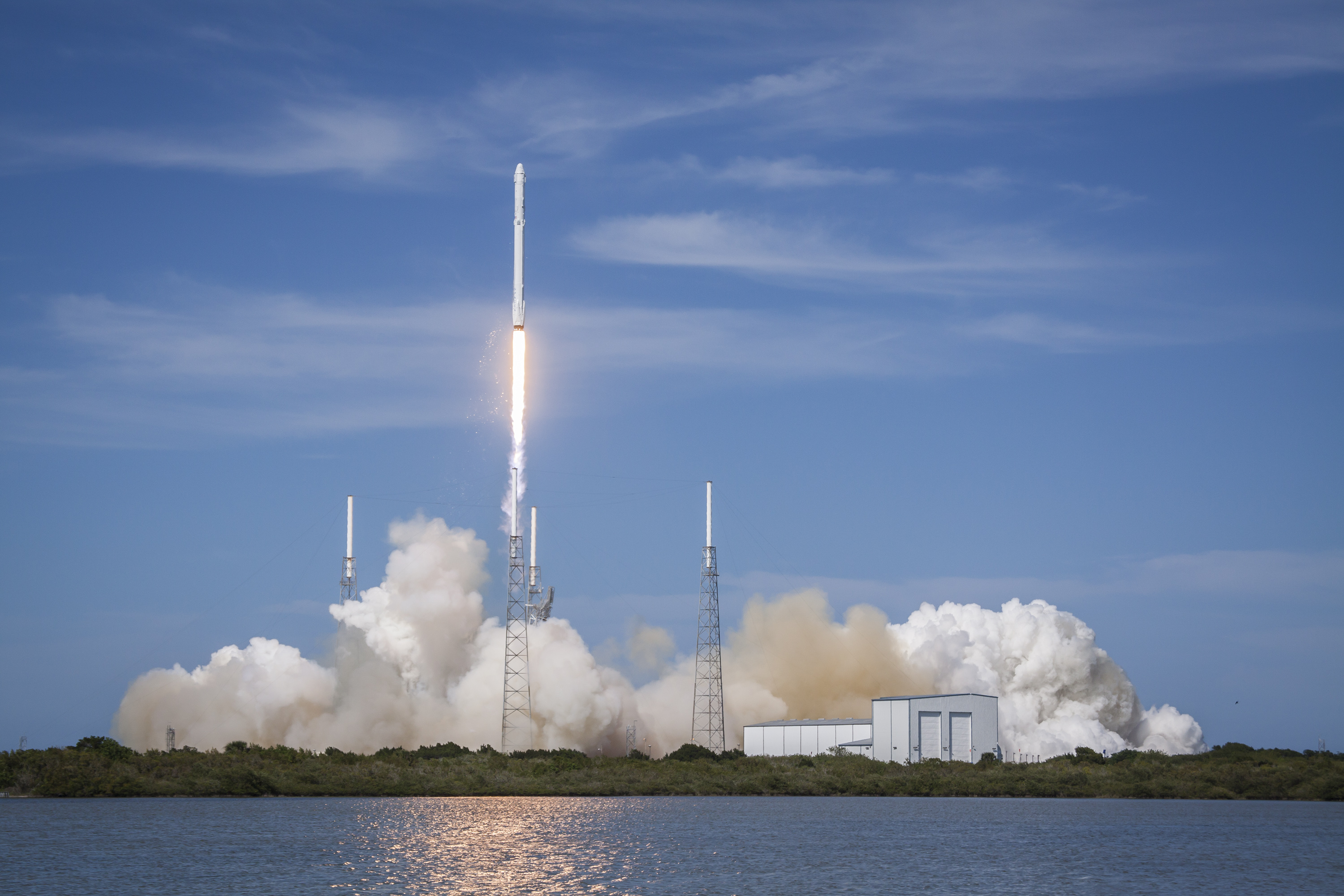
Start rakiety Falcon 9 w ramach misji SpX-6
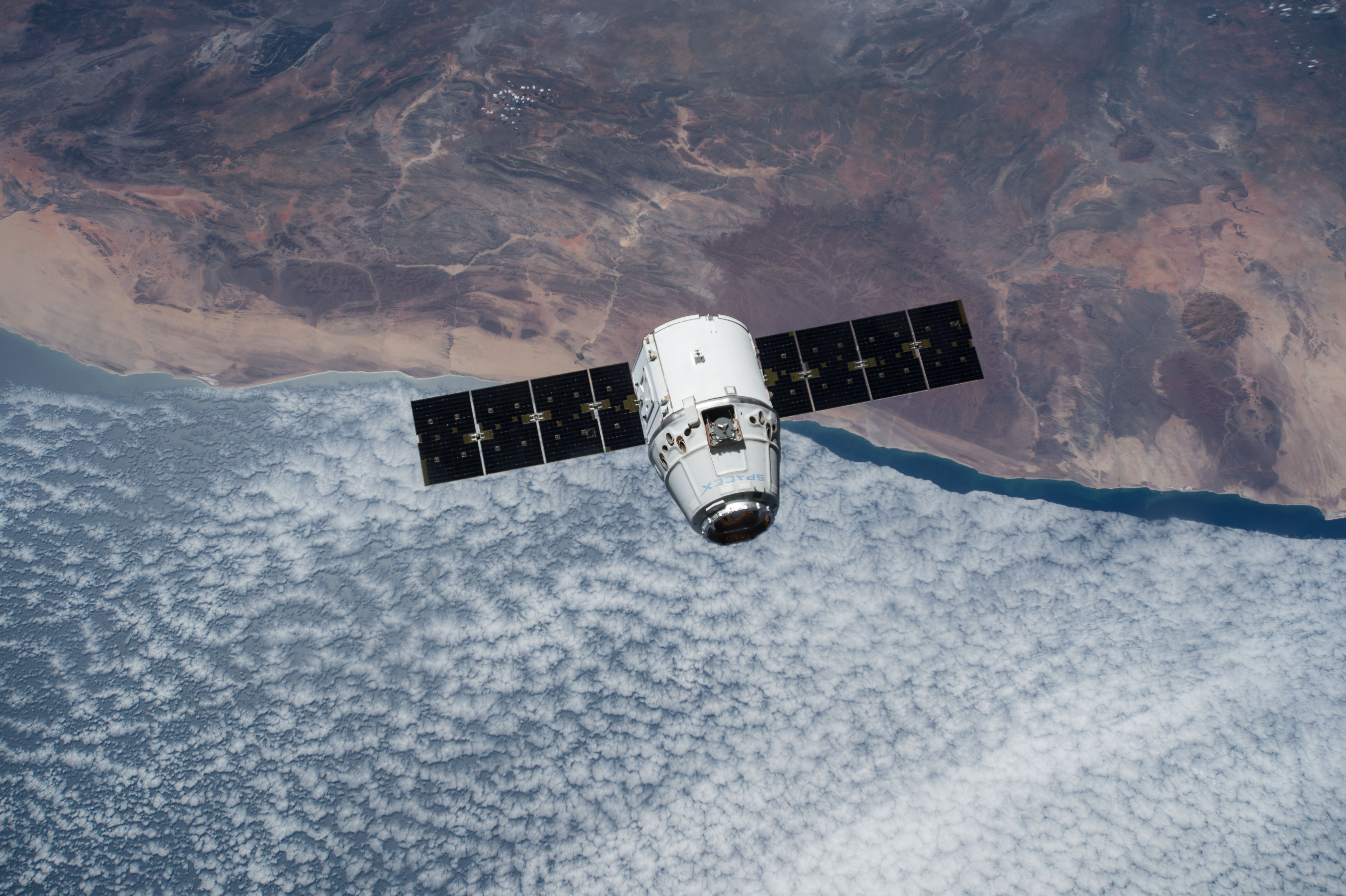
Statek Dragon zbliżający się do ISS
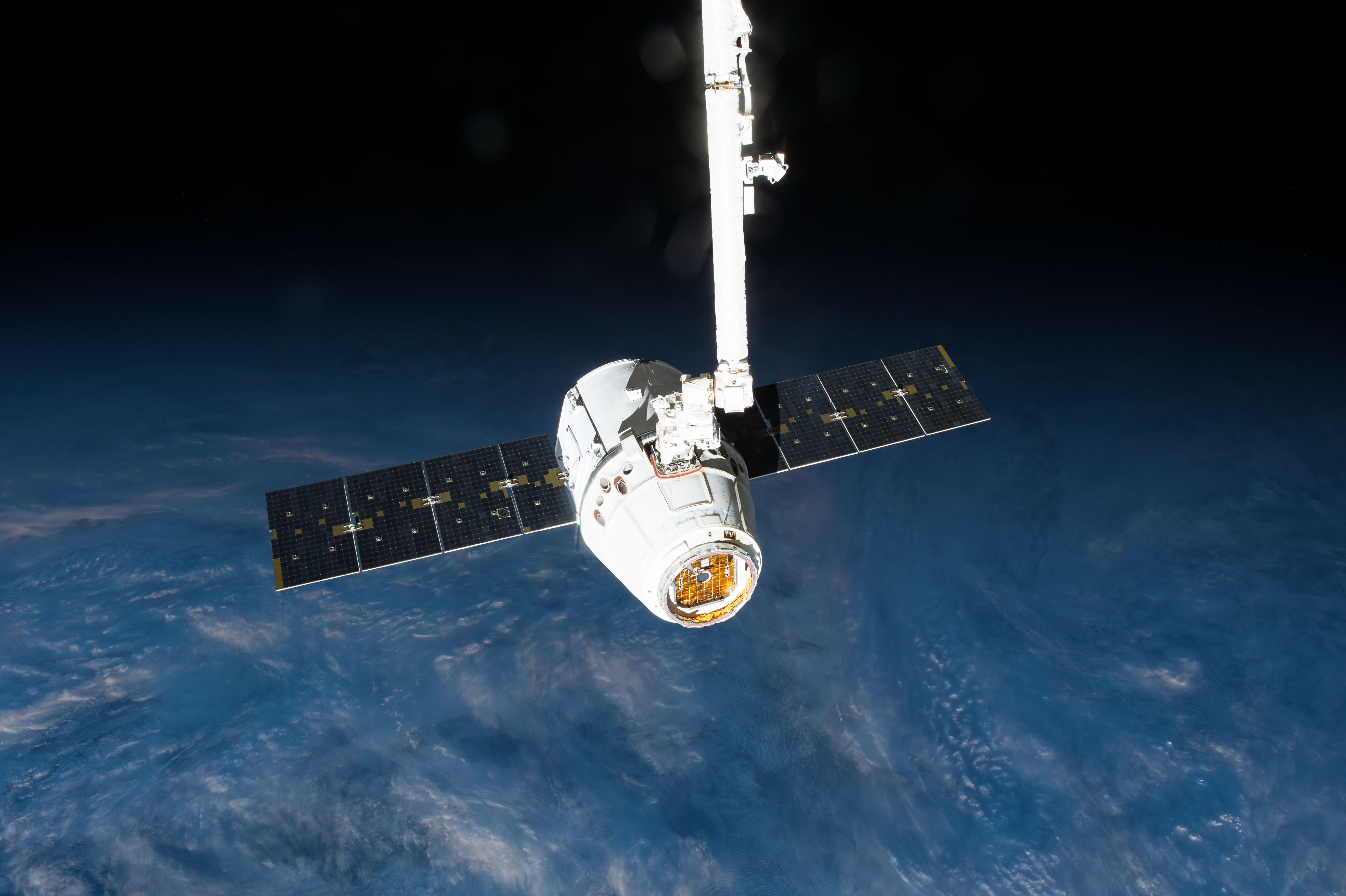
Dragon uchwycony przez Canadarm2
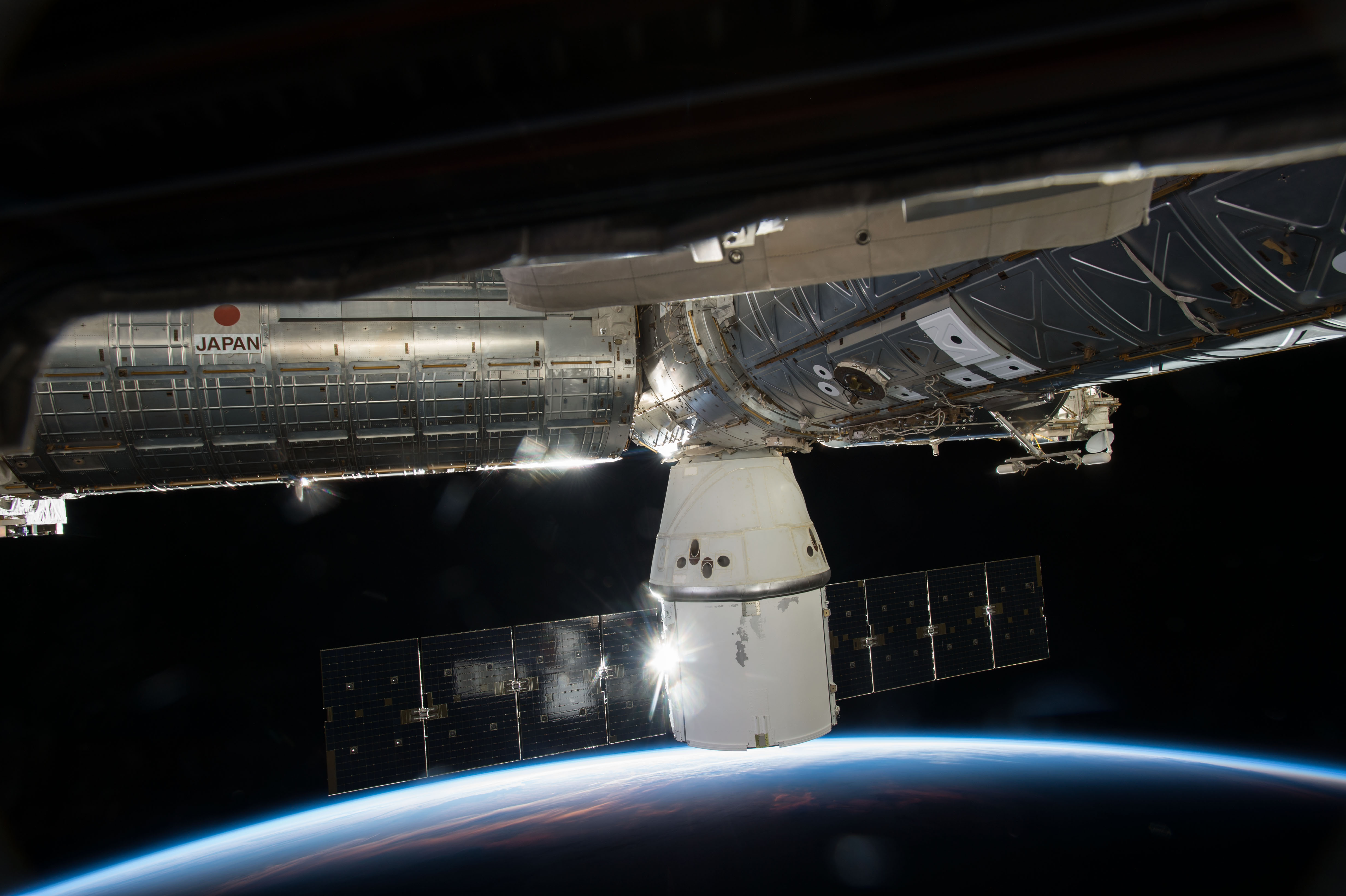
Dragon zacumowany do modułu Harmony
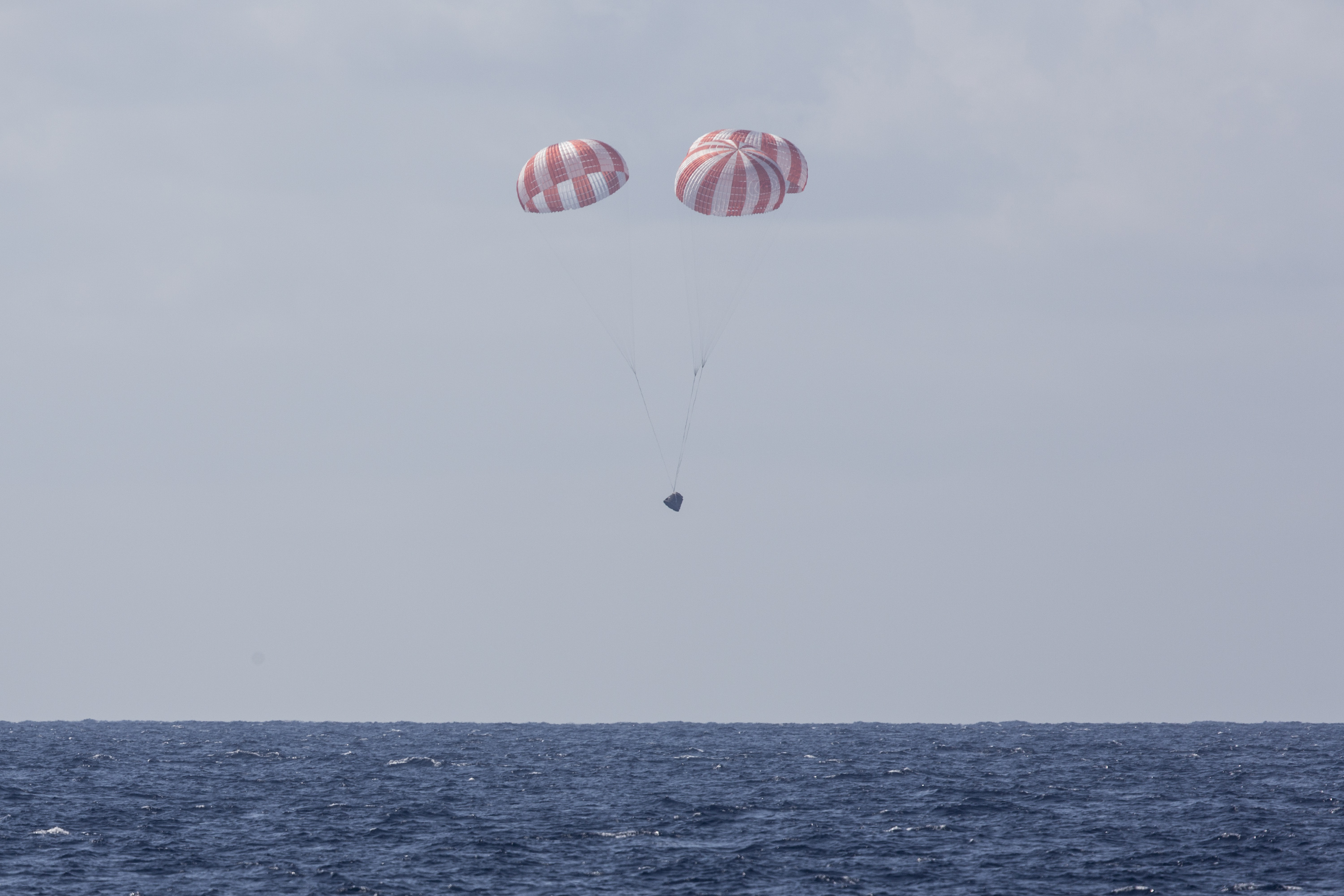
Kapsuła powrotna statku Dragon na chwilę przed wylądowaniem w wodach Pacyfiku